# Chris Whitley
Chris Whitley (Houston, 31 augustus 1960 - 20 november 2005) was een Amerikaanse muzikant.

## Biografie
Whitley werd geboren in Houston en trok samen met zijn gezin door het Zuidwesten van de Verenigde staten. Vele van zijn ervaringen die hij als kind opdeed verwerkte hij later in muziekteksten. Toen Whitley 11 jaar was scheidden zijn ouders, waarna hij introk bij zijn moeder in Vermont. Hier leerde hij gitaar spelen. Hij maakte zijn school niet af en trok naar New York om daar zijn muziek te gaan promoten.
Hij nam een job in Manhattan en in zijn vrije tijd speelde hij in de straten van New York. De Belg Dirk Vandewiele, die hij ontmoette in Washington Square Park in Lower Manhattan, was dusdanig onder de indruk van zijn gitaarspel en zang, dat hij hem meenam naar België. Op een van zijn optredens in Gent ontmoette hij zijn vrouw Hélène, met wie hij later een dochter Trixie kreeg.
Hij keerde terug naar New York en ging werken in een fotokaderfabriek. Een bevriende fotograaf nam hem mee naar een shoot in een park waar hij de bekende producer Daniel Lanois ontmoette. Lanois nam hem onder zijn vleugels en liet hem een lp opnemen. Whitley brak door met deze lp genaamd "Living with the law".

## Dood
In 2005 overleed Whitley ten gevolge van longkanker. Zijn broer, Dan, en zijn dochter, Trixie, maakten het nieuws bekend.
- Biblioteca Nacional de España: XX1495211
- Bibliothèque nationale de France: cb13939489m (data)
- Gemeinsame Normdatei: 130569437
- International Standard Name Identifier: 0000 0000 7358 0828
- Library of Congress Control Number: n92028879
- MusicBrainz: 828d31c5-d15a-4109-9619-ba350309834b
- Nationale Bibliotheek van Tsjechië: js20060310022
- Système universitaire de documentation: 092861830
- Virtual International Authority File: 74041530